# Севен Спрингс (Пенсилванија)
Севен Спрингс (енгл. Seven Springs) град је у америчкој савезној држави Пенсилванија.

## Демографија
По попису из 2010. године број становника је 26, што је 101 (-79,5%) становника мање него 2000. године.
| Група             | 2000.       | 2010.       |
| Белци             | 125 (98,4%) | 26 (100,0%) |
| Афроамериканци    | 0 (0,0%)    | 0 (0,0%)    |
| Азијати           | 1 (0,8%)    | 0 (0,0%)    |
| Хиспаноамериканци | 1 (0,8%)    | 0 (0,0%)    |
| Укупно            | 127         | 26          |